# Cerithium punctatum
Cerithium punctatum is een slakkensoort uit de familie van de Cerithiidae. De wetenschappelijke naam van de soort is voor het eerst geldig gepubliceerd in 1792 door Bruguière.

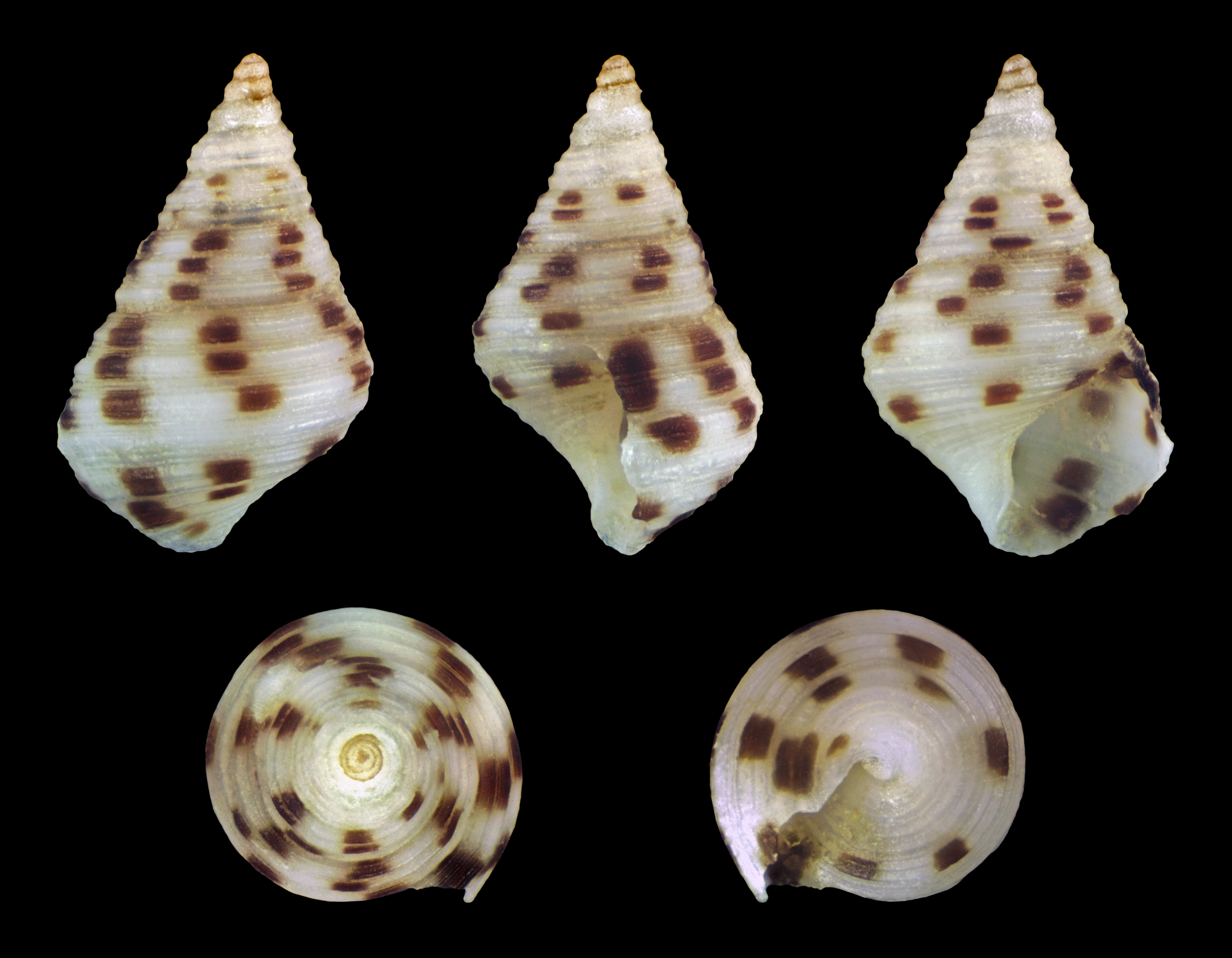
Jeugdid